# Atletica leggera maschile ai Giochi della XI Olimpiade
Ai Giochi della XI Olimpiade di Berlino 1936 sono stati assegnati 23 titoli nell'atletica leggera maschile.

## Calendario
| Gare     |              |            |              |             |                         |                         |                   |    |    |  |  |
| 100 m    | 100 m        | 200 m      | 200 m        | 400 m       | 400 m                   | Staffetta 4x100 m       | Staffetta 4x100 m | 23 |    |  |  |
|          | 400 m ost.   | 400 m ost. | 110 m ost.   | 110 m ost.  |                         | Staffetta 4x400 m       | Staffetta 4x400 m | 23 |    |  |  |
| 800 m    | 800 m        | 800 m      | 1500 m       | 1500 m      |                         |                         |                   | 23 |    |  |  |
| 10.000 m | 3000 m siepi | 5000 m     |              |             | 5000 m                  | 3000 m siepi            | Maratona          | 23 |    |  |  |
| Alto     |              | Lungo      | Asta         | Triplo      |                         |                         |                   | 23 |    |  |  |
| Peso     | Martello     |            | Disco        | Giavellotto |                         |                         |                   | 23 |    |  |  |
|          |              |            | Marcia 50 km |             | Decathlon (1ª giornata) | Decathlon (2ª giornata) |                   | 23 |    |  |  |
|          |              |            |              |             |                         |                         |                   |    |    |  |  |
| Titoli   | 3            | 2          | 3            | 4           | 4                       | 2                       | 2                 | 3  | 23 |  |  |

|  | Qualificazioni |  | Finali |

Il calendario conferma quello di Amsterdam 1928 e Los Angeles 1932.

Nel programma delle corse si nota una variazione, peraltro difficilmente comprensibile, sui 3000 siepi: tra le batterie e la finale passano ben cinque giorni.

Il programma dei concorsi è identico a quello delle due edizioni precedenti.

## Nuovi record
I sei record mondiali sono, per definizione, anche record olimpici.
| Nuovo record del mondo in | 6 specialità:  | 1.500 m, 3.000 siepi, 110 hs, staffetta 4×100 m, salto triplo e decathlon.                                                                              |
| Nuovo record olimpico in  | 11 specialità: | 100 m, 200 m, 5.000 m, maratona, marcia 50 km, salto in alto, salto con l'asta, salto in lungo, getto del peso, lancio del disco e lancio del martello. |

## Il rapido ricambio dei campioni
Dei 20 campioni dei Giochi di Los Angeles 1932 (i titoli furono 21, ma 100 m e 200 m ebbero lo stesso vincitore), la maggior parte non si è presentata a Berlino per difendere il titolo. Nessuno dei 12 olimpionici di lingua inglese è presente; dieci non hanno continuato l'attività dilettantistica, mentre dei restanti due:
- Ed Gordon (salto in lungo), si è presentato ai trials ma è arrivato sesto;
- John Anderson (lancio del disco), è ancora in attività ma non ha partecipato ai trials.

Solo quattro sono presenti a Berlino, tutti europei (isole britanniche escluse):
- Luigi Beccali (Italia), 1500 metri piani
- Lauri Lehtinen (Finlandia), 5000 metri piani
- Volmari Iso-Hollo (Finlandia), 3000 metri siepi
- Matti Järvinen (Finlandia), lancio del giavellotto

I restanti 4 non di lingua inglese:
- Janusz Kusociński (10 000 m), si era dedicato ai 5000 m fino al 1934, successivamente si era ritirato;
- Juan Carlos Zabala (maratona), gareggia sui 10 000 m (6º);
- Pat O'Callaghan (lancio del martello), non può gareggiare perché dal 1935 la federazione irlandese non è più riconosciuta dalla IAAF;
- Chūhei Nanbu (salto triplo), si era ritirato a 30 anni nel 1934.

## Risultati delle gare
| Specialità | Oro                                                                   | Risultato    | Argento                                                           | Risultato    | Bronzo                                                                      | Risultato    | Dettagli            |
| --- | --------------------------------------------------------------------- | ------------ | ----------------------------------------------------------------- | ------------ | --------------------------------------------------------------------------- | ------------ | ------------------- |
| 100 m | Jesse Owens                                                           | 10"3         | Ralph Metcalfe                                                    | 10"4         | Tinus Osendarp                                                              | 10"5         | Classifica completa |
| 200 m | Jesse Owens                                                           | 20"7 v       | Mack Robinson                                                     | 21"1 v       | Tinus Osendarp                                                              | 21"3 v       | Classifica completa |
| 400 m | Archie Williams                                                       | 46"5 (46"66) | Godfrey Brown                                                     | 46"7 (46"68) | James LuValle                                                               | 46"8 (46"84) | Classifica completa |
| 800 m | John Woodruff                                                         | 1'52"9       | Mario Lanzi                                                       | 1'53"3       | Phil Edwards                                                                | 1'53"6       | Classifica completa |
| 1.500 m | Jack Lovelock                                                         | 3'47"8       | Glenn Cunningham                                                  | 3'48"4       | Luigi Beccali                                                               | 3'49"2       | Classifica completa |
| 5.000 m | Gunnar Höckert                                                        | 14'22"2      | Lauri Lehtinen                                                    | 14'25"8      | Henry Jonsson                                                               | 14'29"0      | Classifica completa |
| 10.000 m | Ilmari Salminen                                                       | 30'15"4      | Arvo Askola                                                       | 30'15"6      | Volmari Iso-Hollo                                                           | 30'20"2      | Classifica completa |
| 3.000 m siepi | Volmari Iso-Hollo                                                     | 9'03"8       | Kaarlo Tuominen                                                   | 9'06"8       | Alfred Dompert                                                              | 9'07"2       | Classifica completa |
| 110 m ostacoli | Forrest Towns                                                         | 14"2         | Don Finlay                                                        | 14"4         | Fritz Pollard                                                               | 14"4         | Classifica completa |
| 400 m ostacoli | Glenn Hardin                                                          | 52"4         | John Loaring                                                      | 52"7         | Miguel White                                                                | 52"8         | Classifica completa |
| Maratona | Son Kitei                                                             | 2h29'19"2    | Ernie Harper                                                      | 2h31'23"2    | Nan Shōryū                                                                  | 2h31'42"0    | Classifica completa |
| Marcia 50 km | Harold Whitlock                                                       | 4h30'41"4    | Arthur Tell Schwab                                                | 4h32'09"2    | Adalberts Bubenko                                                           | 4h32' 42"2   | Classifica completa |
| Salto in alto | Cornelius Johnson                                                     | 2,03 m       | Dave Albritton                                                    | 2,00 m       | Delos Thurber                                                               | 2,00 m       | Classifica completa |
| Salto con l'asta | Earle Meadows                                                         | 4,35 m       | Shūhei Nishida                                                    | 4,25 m       | Sueo Ōe                                                                     | 4,25 m       | Classifica completa |
| Salto in lungo | Jesse Owens                                                           | 8,06 m v     | Luz Long                                                          | 7,87 m       | Naoto Tajima                                                                | 7,74 m       | Classifica completa |
| Salto triplo | Naoto Tajima                                                          | 16,00 m      | Masao Harada                                                      | 15,66 m      | Jack Metcalfe                                                               | 15,50 m      | Classifica completa |
| Getto del peso | Hans Woellke                                                          | 16,20 m      | Sulo Bärlund                                                      | 16,12 m      | Gerhard Stöck                                                               | 15,66 m      | Classifica completa |
| Lancio del disco | Ken Carpenter                                                         | 50,48 m      | Gordon Dunn                                                       | 49,36 m      | Giorgio Oberweger                                                           | 49,23 m      | Classifica completa |
| Lancio del martello | Karl Hein                                                             | 56,49 m      | Erwin Blask                                                       | 55,04 m      | Fred Warngård                                                               | 54,83 m      | Classifica completa |
| Lancio del giavellotto | Gerhard Stöck                                                         | 71,84 m      | Yrjö Nikkanen                                                     | 70,77 m      | Kalervo Toivonen                                                            | 70,72 m      | Classifica completa |
| Decathlon | Glenn Morris                                                          | 7.900 p.     | Bob Clark                                                         | 7.601 p.     | Jack Parker                                                                 | 7.275 p.     | Classifica completa |
| Staffetta 4×100 m | Stati Uniti Jesse Owens Ralph Metcalfe Foy Draper Frank Wykoff        | 39"8         | Italia Orazio Mariani Gianni Caldana Elio Ragni Tullio Gonnelli   | 41"1         | Germania Wilhelm Leichum Erich Borchmeyer Erwin Gillmeister Gerd Hornberger | 41"2         | Classifica completa |
| Staffetta 4×400 m | Regno Unito Freddie Wolff Godfrey Rampling Bill Roberts Godfrey Brown | 3'09"0       | Stati Uniti Harold Cagle Robert Young Edward O'Brien Alfred Fitch | 3'11"0       | Germania Helmut Hamann Friedrich von Stülpnagel Harry Voigt Rudolf Harbig   | 3'11"8       | Classifica completa |
| record mondiale; record olimpico; record mondiale stagionale; record africano; record asiatico; record europeo; record nord-centroamericano e caraibico; record sudamericano; record oceaniano; record nazionale; record personale; record personale stagionale. |                                                                       |              |                                                                   |              |                                                                             |              |                     |